# Ludwig²
Ludwig² ist ein Musical über das Leben des bayerischen Königs Ludwig II., das vom März 2005 bis März 2007 sowie im Sommer 2016, 2017 und seit 2018 in Spielblöcken ganzjährig im „Festspielhaus Neuschwanstein“ in Füssen, und 2011 in der bigBOX Allgäu in Kempten gezeigt wird.

## Hintergrund
Das Musical wurde von Konstantin Wecker, Christopher Franke und Nic Raine, der auch für die Einbindung der Lieder der erstgenannten in ein komplettes Musicalarrangement sorgte und auch als musikalischer Direktor fungiert, komponiert. Die Texte stammen von Rolf Rettberg. Die Inszenierung stammt von Conall Morrison (Regie) und Sylvia Hase (Choreographie).
Ludwig² ist das Nachfolgemusical von Ludwig II. – Sehnsucht nach dem Paradies, das von 2000 bis 2003 im damals Musical Theater Neuschwanstein genannten Füssener Festspielhaus (heute Ludwigs Festspielhaus Füssen) gezeigt wurde. Darsteller waren Jan Ammann in der Titelrolle, Janet Chvatal in der weiblichen Hauptrolle der Kaiserin von Österreich, Norbert Lamla, Marc Gremm, Suzan Zeichner und Bruno Grassini. Als Gäste wirkten seit der Premiere am 11. März 2005 unter anderem André Eisermann (Otto), Christine Kaufmann (Engel) und Alexandra Kamp (Engel) mit.

## Neuinszenierungen

### Kempten 2011
Vom 7. Juli bis zum 28. August 2011 wurde das Musical mit verändertem Buch und neuen Liedtexten unter dem Titel Ludwig, der König kommt zurück in der Kemptener BigBOX wieder aufgeführt. Es inszenierten Gerhard Weber (Regie), Sonja Piskernig & Mariano Carlini (Choreographie) und Florian Appel (musikalische Leitung). In diesem Stück spielten unter anderem: Marc Gremm und Matthias Stockinger alternierend die Titelrolle, Norbert Lamla (Dr. Gudden), Michaela Kovarikova (Sisi), Janet Chvatal (Sisi), Martin Markert (Otto), Ruwen Goyens (Graf Dürckheim), Thorsten Kugler (Graf von Rettenberg). Produziert wurde das Musical von der Short-Cuts Classics GmbH. Die Produktion ging im Juni 2012 in Insolvenz. Die (laut Produktionsfirma) geplanten Vorstellungen für 2012 und 2013 wurden abgesagt.

### Füssen 2016
Am 22. September 2015 wurde bekannt gegeben, dass im Sommer 2016 für 29 Aufführungen das Musical Ludwig² wieder zurück an den Originalschauplatz ins Festspielhaus Füssen kommt, wenn per Crowdfunding auf der Plattform Startnext ein Gesamtbetrag von 75.000 € über Ticketverkäufe im Zeitraum vom 1. Oktober bis 30. November 2015 vorfinanziert werden.
Regie der Neuinszenierung führt Benjamin Sahler. Am 22. Oktober 2015 wurden 2 Hauptrollen bekannt gegeben: Matthias Stockinger wird erneut (wie bereits 2011 in Kempten) Ludwig II. verkörpern. Anna Hofbauer wird die Rolle der Kaiserin Elisabeth von Österreich übernehmen.
Am 19. November 2015 erreichte das Crowdfunding die Zielsumme von 75.000 €, noch vor Ablauf der Frist (30. November 2015). Somit wurde das Projekt vorfinanziert.
Das Musical wurde also im Zeitraum vom 11. August (Premiere) bis 4. September 2016 (Derniere) mit insgesamt 29 Aufführungen in Füssen gezeigt.
Insgesamt wurde beim Crowdfunding eine Gesamtsumme von 165.947 € zusammengebracht. Damit gilt das Projekt als erfolgreichstes Crowdfunding in der europäischen Musik und Theatergeschichte.
Am 7. April 2016 wurde die komplette Besetzung vorgestellt. Uwe Kröger übernimmt die Rolle des Dr. Gudden. Kevin Tarte spielt den Schattenmann. Auch Oedo Kuipers (Graf Dürckheim), Dorothea Baumann (Prinzessin Sophie), Harald Tauber (Graf Rettenberg), Julian Wejwar (Prinz Otto), Marina Krauser (Ludovica) und Pablo Bottinelli (Erfinder/Graf Holnstein) gehören zur Cast. Wie bereits in der Uraufführung 2005 und in Kempten 2011 stehen Suzan Zeichner (Sybille Meilhaus), William Cohn (Kaspar), Alexander Kerbst (Lutz) und Stefanie Kock (Marie) auf der Bühne. Zur weiteren Cast gehörten Sven Fliege (Cover Prinz Otto, Cover Graf Dürckheim, Cover Schattenmann), Oliver Frischknecht (Cover Kaspar/Graf Holstein/Schattenmann) Kevin Arand (Cover Graf Dürckheim/Cover Ludwig), Monika Maria Staszak (Cover Sybille Meilhaus) und Dalma Viczina (Cover Sophie).
Am 19. April 2016 wurde der neue Schirmherr der Sommerproduktion, der Operntenor René Kollo vorgestellt. Der Wagnertenor Kollo übernahm auch für vier Vorstellungen die Rolle des Schattenmanns. Das Ludwig² Opening am 26. April 2016 gab einen kleinen Einblick in die Neuinszenierung. Es wurden ausgewählte Lieder (u. a. Kalte Sterne, Rosen ohne Dornen und Mein Ritter) von der neuen Cast gesungen und einige Details zur Inszenierung vom Regisseur Sahler erklärt. Über 800 Besucher schauten sich das Opening in Füssen an. Die 29 Vorstellungen von Ludwig² im Sommer 2016 waren ein großer Erfolg. Das Stück hatte eine Auslastung von 75 %.

### Füssen 2017
2017 wurden 21 Shows und eine Zusatzshow vom 3.–28. August gespielt. Am 1. April 2017 fand die Wiedereröffnung des Festspielhauses Füssen statt, bei der Jan Ammann als Ludwig II. dabei war. Matthias Stockinger übernahm erneut die Titelrolle, auch der Premieren-Ludwig von 2005 Jan Ammann kehrte für neun Vorstellungen nach Füssen zurück. Des Weiteren spielten, wie im vergangenen Jahr, Oedo Kuipers erneut Graf Dürckheim und als Cover Ludwig II. Zur weiteren Besetzung gehörten Anna Hofbauer (Sissi), Alexander Kerbst (Dr. Gudden), Stefanie Kock (Marie), Julian Wejwar (Otto), Harald Tauber (Graf Rettenberg) und William Cohn (Kaspar).
Die Produktion hatte 2017 eine Auslastung von 75 %, aus diesem Grund wird laut Festspielhaus Füssen zukünftig für die nächsten 10 Jahre eine Spielzeit von Ludwig² zur Sommersaison angestrebt.

### Füssen 2018
2018 wurden 60 Shows in drei Aufführungsblöcken in Füssen gezeigt. Der Ticketvorverkauf dafür wurde im September 2017 eröffnet. Gespielt wurde 2018 im Mai/Juni, August/September und Dezember/Januar 2019.
Jan Ammann, Matthias Stockinger, Anna Hofbauer und Uwe Kröger spielten erneut mit. Pia Douwes übernahm für einige Shows im September 2018 die Rolle der Sybille Meilhaus.
Als Schattenmann traten Dennis Henschel und Kevin Tarte auf. Die Inszenierung wurde im Vergleich zum Vorjahr erneut verändert und alle Damenkostüme wurden vollkommen neu hergestellt.

### Füssen 2019
Am 16. Mai 2019 fand die Saisonpremiere 2019 in Ludwigs Festspielhaus Füssen statt. Bis Januar 2020 finden 72 Shows statt. Jan Ammann, Matthias Stockinger, Uwe Kröger, Alexander Kerbst, William Cohn, Dennis Henschel und Kevin Tarte wirken erneut mit.
Neu hinzu kamen u. a. Christian Schöne als Graf Rettenberg/Cover Ludwig und Felix Heller als Graf Dürckheim/Cover Ludwig. Im Vergleich zum Vorjahr wurde auch 2019 die Inszenierung erneut überarbeitet.

### Füssen 2020
Für das Jahr 2020 waren 55 Aufführungen von Ludwig² in der Zeit vom 11. Januar bis zum 8. November im Festspielhaus Neuschwanstein vorgesehen. Der Ticketverkauf begann am 11. Oktober 2019. Aufgrund der weltweiten COVID-19-Pandemie und dem damit einhergehenden Veranstaltungsverbot endete die Spielzeit vorzeitig mit der Vorstellung am 8. März 2020.

### Füssen 2021
Am 31. Juli 2021 fand die Wiederaufnahmepremiere seit Beginn der COVID-19-Pandemie statt. 380 Zuschauer konnten der Premiere beiwohnen. Geplant sind 28 weitere Shows im Jahr 2021.

## Inhalt

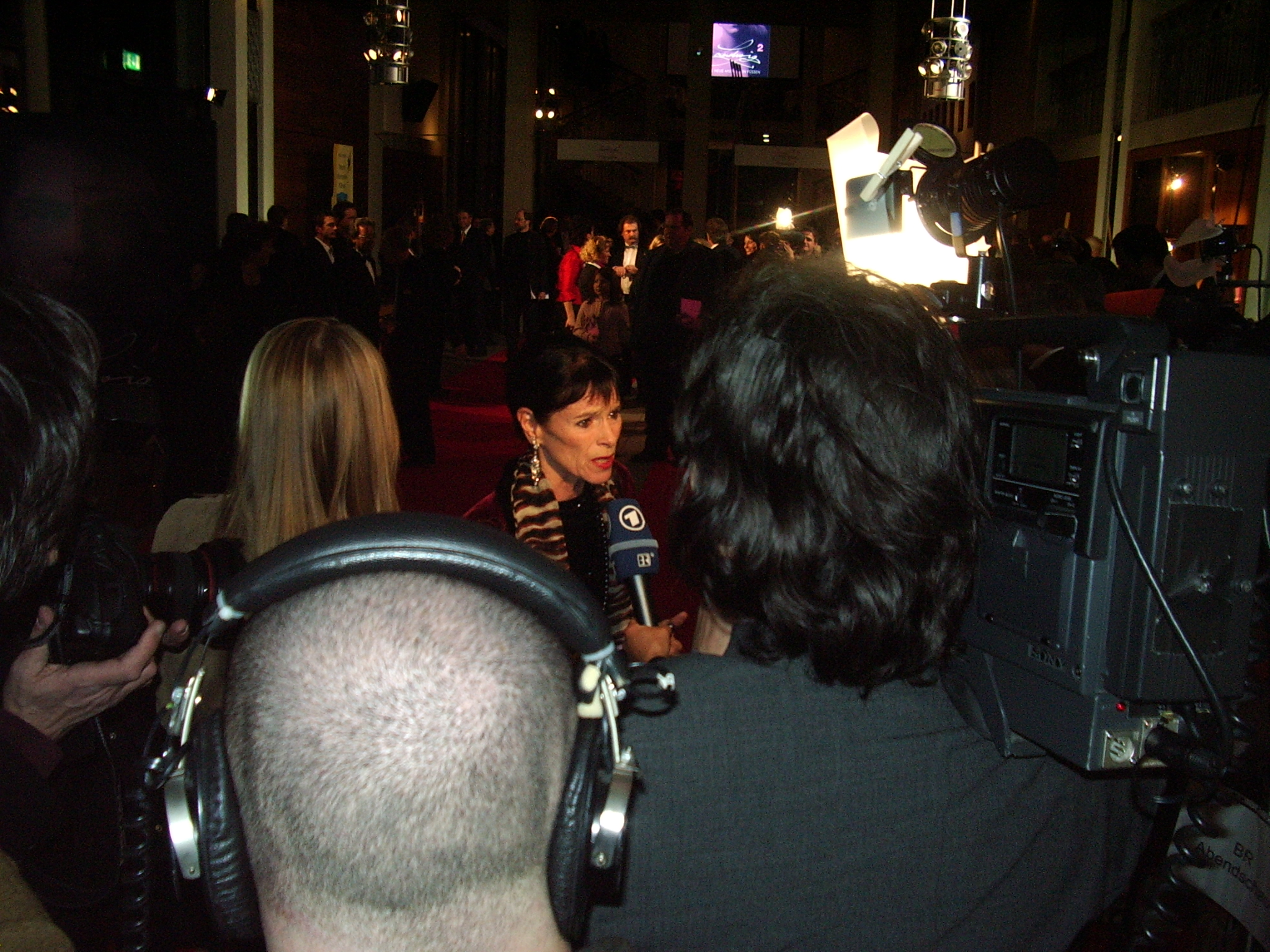
Geraldine Chaplin im ARD-Interview bei der Premiere in Füssen, 2005

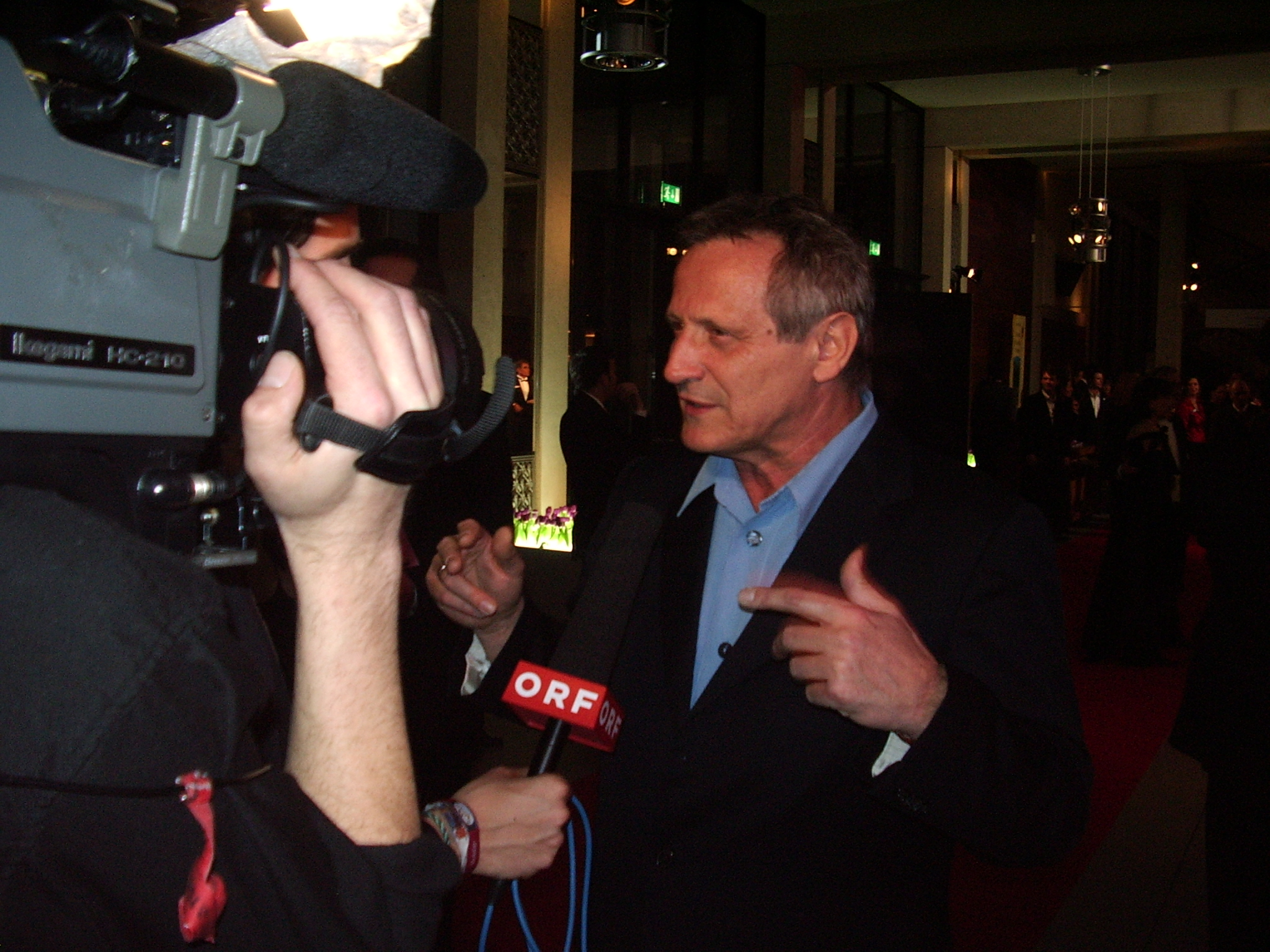
Komponist Konstantin Wecker bei der Premiere in Füssen, 2005

### Erster Akt
Auf dem letzten Spaziergang, am 13. Juni 1886, blickt Ludwig II. mit seinem Psychiater Gudden am Ufer des Starnberger Sees auf sein vergangenes Leben zurück (Geliebte Berge/Maikäfer Flieg).
Rückblende:
Ludwig wächst in einem freud- und lieblosen Elternhaus auf (Schon wieder gibts Familienkrach). Während sein Hauslehrer ihn tyrannisiert (Wie hieß es bei den Römern?), flüchtet er sich in die Arme seines Kindermädchens Sybille Meilhaus, die ihn mit der Welt Richard Wagners vertraut macht. Besonders von Lohengrin wird er angezogen und will seinem Held nacheifern. (Mein Ritter)
Mit 18 Jahren verstirbt sein Vater und Ludwig wird überraschend zum König. Als König Ludwig II. will er sein geliebtes Bayern zu einem „Tempel des Friedens und der schönen Künste“ machen, doch nicht alle sind damit einverstanden. Nur seine geliebte Cousine, Kaiserin Elisabeth von Österreich, und sein treuer Adjutant Graf Dürckheim stehen ihm zur Seite. Er wird mit Elisabeths Schwester Sophie verlobt (O Gott O Gott) und löst die Verlobung aber später auf (Die Welt).
Mit Elisabeth trifft er sich auf der Roseninsel (Rosenkavaliere) und träumt von einem Leben weit entfernt vom Hofe in großer Freiheit (In Palästen geboren).
Weil die Liebe zu Elisabeth scheitert, fällt er in große Traurigkeit (Das Auge nass), woraus ihn nur der „Engel“ befreien kann. Er erklärt ihm, dass sein Weg noch nicht zu Ende sei, da er noch den heiligen Gral finden muss, und da sei Trauer nicht hilfreich (Mein Engel).

### Zweiter Akt
Da Preußen Frankreich den Krieg erklärt, muss Ludwig sich entscheiden und mit Widerwillen muss er Waffenhilfe leisten (Es ist bei Hof nicht Mode).
Während dieses Krieges verfällt sein Bruder Otto in Depressionen, nachdem er verschüttet und vom Adjutanten des Königs gerettet worden ist. Ludwig besucht seinen Bruder in der Psychiatrie.
Otto ist ganz einer Kriegsneurose verfallen (Die Nacht marschiert) und erkennt seinen Bruder nur schwer (So kalt mein Herz).
Wieder verfällt Ludwig in Trauer, und auch hier mahnt der „Engel“ ihn, seinen Weg zu gehen, um seinen Auftrag zu erfüllen. Ludwig entscheidet, dass nie wieder Krieg herrschen darf. Er will lieber erschaffen, statt zu zerstören (Kalte Sterne).
Gudden wird unterdessen vom Widerstand unter Druck gesetzt (Es muss etwas gescheh'n!) und erklärt den König für verrückt, bezweifelt das unterschriebene Gutachten aber schon bald (Soll das der König sein?).
Unterdessen begeistert sich Ludwig immer mehr für den technischen Fortschritt und lässt sich neben einem künstlichen Regenbogen auch das Telefon vorstellen (König Technik). Sybille reist direkt aus Venedig an und verkündet Ludwig den überraschenden Tod des Komponisten und Freundes Richard Wagner (Ach so kurz das Leben).
Währenddessen beginnt der Bau von Schloss Neuschwanstein. Ludwig ist stolz seinen Traum endlich in die Tat umzusetzen und Graf Dürckheim schwört seinem König die ewige Treue (Freundschaft).
Auf der Baustelle des Schlosses Neuschwanstein wird Ludwig von einer Fangkommission für geisteskrank und damit regierungsunfähig erklärt und in Gefangenschaft nach Schloss Berg gebracht. Dürckheim will ihm zu Hilfe eilen, doch Ludwig II. erklärt ihm, dass genug Blut geflossen sei, und lässt sich abführen. Aus dem Dunkel tritt der Schattenmann (Schwarze Schatten).
Wieder auf dem letzten Spaziergang wendet sich der König dem Publikum zu und erklärt, dass jeder den heiligen Gral in sich hätte. Er erzählt die Geschichte eines Mannes, der alles aufgibt, um sein Kind aus der Blindheit zu führen: Dies ist der heilige Gral. Es fallen Schüsse.
Sisi, Sybille, Graf Dürckheim und das bayrische Volk versammeln sich am Starnberger See und schwören Ludwig die ewige Treue. Sie vollenden Ludwigs Vision und bauen Schloss Neuschwanstein zu Ende (Finale).

## Titelliste Urfassung (Füssen 2005/6)
1. Akt
- Geliebte Berge (Ludwig, Chor)
- Maikäfer flieg (Ludwig)
- Wie hieß es bei den Römern? (de la Rosée, Sybille Meilhaus, Ludwig)
- Schon wieder gibt’s Familienkrach daheim im Hause Wittelsbach (Max, Marie, Ludwig (Kind), Sybille)
- Mein Ritter (Sybille)
- Krönungschor (Chor, Sophie, Rettenberg, Kaspar)
- O Gott O Gott (Ludovika)
- Die Welt (Gudden)
- Rosenkavaliere (Sisi)
- In Palästen geboren (Sisi, Ludwig)
- Das Auge nass (Ludwig)
- Mein Engel (Ludwig, Chor, Dürckheim, Gudden)

2. Akt
- Es ist bei Hof nicht Mode (Ludwig)
- Soldatenchor: Ich hatt’ einen Kameraden (Chor)
- Die Nacht marschiert (Otto)
- So kalt mein Herz (Otto, Ludwig)
- Kalte Sterne (Ludwig)
- Es muss etwas gescheh’n! (Rettenberg, Kaspar, Lutz)
- Soll das der König sein? (Gudden)
- König Technik (Erfinder, Chor, Ludwig, Assistent)
- Ach, so kurz das Leben (Sisi, Sybille)
- Arbeiterchor / An des Berges steilen Wänden (Chor)
- Freundschaft (Ludwig, Dürckheim)
- Schwarze Schatten (Schattenmann)
- Finale (Sisi, Sybille, Dürckheim, Chor)

## Titelliste Neufassung (ab Kempten 2011)
1. Akt:
- Meine Zukunft (Ludwig, Sybille)
- Schon wieder gibt’s Familienkrach daheim im Hause Wittelsbach (Max, Marie)
- Mein Ritter, schlaf und träume (Sybille)
- Krönungschor (Ensemble)
- Der König ist nicht ganz bei Trost (Ludovica)
- In uns’rem Herzen (Sophie, Sisi, Sybille)
- Soll das der König sein? (Gudden)
- Rosen ohne Dornen (Sisi)
- Liebe, die in Freiheit blüht (Ludwig, Sisi)
- Das Herz so schwer (Ludwig)
- Prinz Ludwig höre meinen Schwur (Ludwig)

2. Akt
- Wir sind von altem Adel (Ludwig, Dürckheim, Lutz)
- Soldatenchor (Ensemble)
- Marschiere flüstern die Wände (Otto)
- Wann kommst du wieder? (Ludwig, Otto)
- Kalte Sterne (Ludwig)
- Arbeiterchor (Ensemble)
- Freundschaft (Ludwig, Dürckheim)
- König Technik (Erfinder, Chor, Ludwig, Helferlein)
- Ach, so kurz das leben (Sisi, Sybille)
- Es muss etwas gescheh’n! (Rettenberg, Kaspar, Lutz)
- Die Welt (Gudden)
- Schattenarie (Schattenmann)
- Geliebte Berge (Ludwig)
- Finale (Ensemble)

## Darsteller
| Originalbesetzung Welturaufführung 11. März 2005 | Originalbesetzung Welturaufführung 11. März 2005 |
| ------------------------------------------------ | ------------------------------------------------ |
| Ludwig II.                                       | Jan Ammann                                       |
| Gudden/Maximilian II.                            | Norbert Lamla                                    |
| Kaiserin Elisabeth                               | Janet Marie Chvatal                              |
| Dürckheim                                        | Marc Gremm                                       |
| Schattenmann                                     | Bruno Grassini                                   |
| Sybille                                          | Suzan Zeichner                                   |
| Lehrer/Erfinder                                  | Nils-Holger Bock                                 |
| Otto                                             | André Eisermann                                  |
| Lutz                                             | Carlo Lauber                                     |
| Rettenberg                                       | Gerd Achilles                                    |
| Kaspar                                           | Markus C.Kühne                                   |
| Luitpold                                         | Erwin Bruhn                                      |
| Marie                                            | Stefanie Kock                                    |
| Engel                                            | Christine Kauffmann                              |
| Ludovika                                         | Christa Wettstein                                |
| Sophie                                           | Barbara Obermeier                                |
| Kammerdiener Müller                              | Martin Markert                                   |
| Ludwig (Kind)                                    | Maximilian Pabst                                 |
| Schwan                                           | Ludwig Illik                                     |
| Musikalische Leitung                             | Bernhard Fabuljan                                |

| Besetzung Neuauflage Kempten (Premiere 7. Juli 2011) | Besetzung Neuauflage Kempten (Premiere 7. Juli 2011) |
| ---------------------------------------------------- | ---------------------------------------------------- |
| Ludwig II.                                           | Matthias Stockinger/Marc Gremm (Martin Markert)      |
| Gudden/Maximilian II.                                | Norbert Lamla                                        |
| Kaiserin Elisabeth                                   | Misha Kovar/Janet Marie Chvatal (Anna Hofbauer)      |
| Dürckheim                                            | Ruwen Goyens                                         |
| Schattenmann/Lew Vanderpool                          | Philippe Ducloux/Dietmar Ziegler (Martin Markert)    |
| Sybille                                              | Suzan Zeichner                                       |
| Graf Holnstein/Erfinder                              | Nils-Holger Bock                                     |
| Otto/Helferlein                                      | Martin Markert (Thorsten Kugler)                     |
| Lutz                                                 | Alexander Kerbst                                     |
| Rettenberg                                           | Thorsten Kugler                                      |
| Kaspar                                               | William Cohn                                         |
| Marie                                                | Stefanie Kock (Julia Leinweber)                      |
| Ludovika                                             | Christa Wettstein                                    |
| Sophie                                               | Anna Christiana Hofbauer                             |
| Ludwig (Kind)                                        | Simon Baunach                                        |
| Luitpold                                             | Florian Kügle                                        |
| Kaiser Franz Joseph                                  | Uwe Besserer                                         |
| Kammerdiener Müller                                  | Manfred Loosen                                       |
| Musikalische Leitung                                 | Florian Appel                                        |

Gastdarsteller: Kimberly Kate
Statisten: Günther Kirchner (Statistenleiter), Esther Schulte, Emelie Toldrian, Katharina Umfahrer, Marina Sommerstorfer, Michael Abt, Kurt Jedrzejczyk, Christian Lucke, Richard Heiland
| Besetzung Neuauflage 2016 | Besetzung Neuauflage 2016                                     |
| ------------------------- | ------------------------------------------------------------- |
| Ludwig II.                | Matthias Stockinger (Oedo Kuipers) (Kevin Arand)              |
| Gudden                    | Uwe Kröger (Alexander Kerbst)                                 |
| Kaiserin Elisabeth        | Anna Hofbauer (Dorothea Baumann) (Kathrin Lothschütz)         |
| Dürckheim                 | Oedo Kuipers (Kevin Arand) (Sven Fliege)                      |
| Schattenmann              | Kevin Tarte (Rene Kollo*) (Oliver Frischknecht) (Sven Fliege) |
| Sybille                   | Suzan Zeichner (Monika Staszak)                               |
| Graf Holnstein/Erfinder   | Pablo Bottinelli (Oliver Frischknecht)                        |
| Otto/Helferlein           | Julian Wejwar (Sven Fliege)                                   |
| Lutz                      | Alexander Kerbst (André Bauer)                                |
| Rettenberg                | Harald Tauber                                                 |
| Kaspar                    | William Cohn                                                  |
| Marie                     | Stefanie Kock (Dalma Viczina)                                 |
| Ludovika                  | Marina Krauser (Dalma Viczina)                                |
| Sophie                    | Dorothea Baumann (Dalma Viczina)                              |
| König Max/Lew Vanderpool  | Jens Rainer Kalkmann (Oliver Frischknecht)                    |
| Schwanentanz              | Stefanie Gröning                                              |
| Schwan                    | Florian Kügle (Christian Lucke)                               |
| Musikalische Leitung      | Florian Appel (Konstantinos Kalogeropoulos)                   |

* Nur bei folgenden Vorstellungen: 26. August 2016, 27. August 2016 (15:00 Uhr), 28. August 2016
| Besetzung Wiederaufnahme 2017 | Besetzung Wiederaufnahme 2017                                 |
| ----------------------------- | ------------------------------------------------------------- |
| Ludwig II.                    | Matthias Stockinger/Jan Ammann (Oedo Kuipers) (Kevin Arand)   |
| Gudden                        | Alexander Kerbst (Oliver Frischknecht) (Jens Rainer Kalkmann) |
| Kaiserin Elisabeth            | Anna Hofbauer (Dorothea Baumann) (Kathrin Lothschütz)         |
| Dürckheim                     | Oedo Kuipers (Kevin Arand)                                    |
| Schattenmann                  | Kevin Tarte (Sven Fliege)                                     |
| Sybille                       | Suzan Zeichner (Monika Staszak) (Lisa Maria Hörl)             |
| Graf Holnstein/Erfinder       | Pablo Bottinelli (Kevin Arand)                                |
| Otto/Helferlein               | Julian Wejwar (Sven Fliege)                                   |
| Lutz                          | Oliver Polenz                                                 |
| Rettenberg                    | Harald Tauber (Sven Fliege)                                   |
| Kaspar                        | William Cohn (Oliver Frischknecht) (Jens Rainer Kalkmann)     |
| Marie                         | Stefanie Kock (Lisa Maria Hörl)                               |
| Ludovika                      | Marina Krauser (Lisa Maria Hörl)                              |
| Sophie                        | Dorothea Baumann (Kathrin Lothschütz)                         |
| König Max/Lew Vanderpool      | Jens Rainer Kalkmann/Oliver Frischknecht (Sven Fliege)        |
| Schwanentanz                  | Stefanie Gröning (Angelika Linder)                            |
| Schwan                        | Christian Lucke                                               |
| Musikalische Leitung          | Florian Appel (Konstantinos Kalogeropoulos)                   |

| Besetzung Wiederaufnahme 2018 | Besetzung Wiederaufnahme 2018                                                                        |
| ----------------------------- | --- |
| Ludwig II.                    | Matthias Stockinger/Jan Ammann (Jan Rekeszus) (Kevin Arand) (Marcus G.Kulp)                          |
| Gudden                        | Uwe Kröger/Alexander Kerbst/Marcus G.Kulp                                                            |
| Kaiserin Elisabeth            | Anna Hofbauer/Misha Kovar (Nicole Ciroth) (Tamara Peters) (Kristin Backes)                           |
| Dürckheim                     | Jan Rekeszus (Kevin Arand) (Daniel Mladenov) (Moritz Weber-Jänichen)                                 |
| Schattenmann                  | Dennis Henschel/Kevin Tarte/Timo Pfeffer (Marcus G.Kulp) (Michael Thurner)                           |
| Sybille                       | Suzan Zeichner/Monika Staszak/Pia Douwes/Andrea Jörg (Tamara Peters) (Nicole Ciroth) (Tanja Versal)  |
| Graf Holnstein                | Pablo Bottinelli/Timo Pfeffer (Robert Kühn) (Marcus G. Kulp) (Simon Staiger)                         |
| Erfinder                      | Pablo Bottinelli/Timo Pfeffer (Robert Kühn) (Jens Rainer Kalkmann)                                   |
| Otto                          | Julian Wejwar (Tim Grimme) (Moritz Weber-Jänichen) (Simon Staiger)                                   |
| Helferlein                    | Julian Wejwar/Tim Grimme/Moritz Weber-Jänichen/Peter Anders                                          |
| Lutz                          | Alexander Kerbst/Marcus G.Kulp/Michael Thurner (Kevin Arand) (Robert Kühn)                           |
| Rettenberg                    | Daniel Mladenov (Marcus G.Kulp) (Robert Kühn) (Simon Staiger)                                        |
| Kaspar                        | William Cohn (Jens Rainer Kalkmann) (Marcus G.Kulp) (Kevin Arand)                                    |
| Marie                         | Stefanie Kock/Nicole Ciroth (Tamara Peters) (Antonia Streitenberger)                                 |
| Ludovika                      | Tamara Peters (Nicole Ciroth) (Antonia Streitenberger)                                               |
| Sophie                        | Andrea Jörg/Angelika Linder (Kristin Backes) (Stefanie Gröning)                                      |
| König Max                     | Dennis Henschel/Jens Rainer Kalkmann (Marcus G.Kulp) (Robert Kühn) (Michael Thurner) (Simon Staiger) |
| Lew Vanderpool                | Jens Rainer Kalkmann/Chris Green (Robert Kühn) (Marcus G.Kulp) (Peter Anders)                        |
| Schwanentanz                  | Stefanie Gröning (Angelika Linder) (Sophie Böhmländer)                                               |
| Vertikaltuch                  | Vera Horn                                                                                            |
| Schwan                        | Christian Lucke/Florian Kügle                                                                        |
| Musikalische Leitung          | Florian Appel / Konstantinos Kalogeropoulos                                                          |

| Besetzung Wiederaufnahme 2019 | Besetzung Wiederaufnahme 2019                                                                                         |
| ----------------------------- | --- |
| Ludwig II.                    | Matthias Stockinger/Jan Ammann (Jan Rekeszus) (Oedo Kuipers) (Felix Heller) (Christian Schöne)                        |
| Gudden                        | Uwe Kröger/Alexander Kerbst (Robert G.Kühn) (Jens Rainer Kalkmann) (Johann Winzer)                                    |
| Kaiserin Elisabeth            | Misha Kovar/Anna Hofbauer/Lisa Habermann/Nicole Ciroth/Kristin Backes/Sigrid Plundrich                                |
| Dürckheim                     | Felix Heller/Christian Schöne/Daniel Mladenov                                                                         |
| Schattenmann                  | Dennis Henschel/Kevin Tarte/Timo Pfeffer/Christian Schöne (Michael Thurner)                                           |
| Sybille                       | Suzan Zeichner/Andrea Jörg/Tamara Peters (Nicole Ciroth) (Tanja Versal) (Isabella Dartmann)                           |
| Graf Holnstein                | Michael Thurner/Daniel Mladenov/Kevin Prinz (Timo Pfeffer) (Robert G.Kühn) (Michael Schneider) (Philipp Sattelberger) |
| Erfinder                      | Timo Pfeffer (Kevin Prinz) (Robert Kühn) (Philipp Sattelberger)                                                       |
| Otto                          | Julian Wejwar/Daniel Hauser (Timm Moritz Marquardt) (Michael Thurner)                                                 |
| Helferlein                    | Daniel Hauser/Chris Green (Julian Wejwar) (Timm Moritz Marquardt)                                                     |
| Lutz                          | Alexander Kerbst/Jörg Hilger/Florian Albers (Michael Thurner) (Jens Rainer Kalkmann)                                  |
| Rettenberg                    | Christian Schöne/Michael Thurner (Daniel Mladenov)(Robert Kühn) (Jörg Hilger)                                         |
| Kaspar                        | William Cohn (Jens Rainer Kalkmann) (Kevin Prinz)                                                                     |
| Marie                         | Stefanie Kock/Antonia Streitenberger/Nicole Ciroth (Marlou Düster)                                                    |
| Ludovika                      | Stefanie Kock/Nicole Ciroth/Tamara Peters (Isabella Dartmann) (Mirjam Morlok)                                         |
| Sophie                        | Stefanie Gröning/Kristin Backes/Angelika Linder/Maria Meßner/Marlou Düster/Franziska Fink                             |
| König Max                     | Jens Rainer Kalkmann/Robert Kühn (Michael Thurner)                                                                    |
| Lew Vanderpool                | Jens Rainer Kalkmann/Robert Kühn/Chris Green/Lukas Gerber/Michael Thurner/Michael Schneider                           |
| Schwanentanz                  | Stefanie Gröning/Angelika Linder/Marlou Düster (Sophie Böhmländer) (Julia Böhmländer)                                 |
| Vertikaltuch                  | Vera Horn/Marlou Düster                                                                                               |
| Schwan                        | Christian Lucke/Florian Kügle                                                                                         |
| Musikalische Leitung          | Florian Appel / Konstantinos Kalogeropoulos                                                                           |

| Besetzung 2020       | Besetzung 2020                                                                                       |
| -------------------- | --- |
| Ludwig II.           | Matthias Stockinger/Jan Ammann/Jan Rekeszus/Oedo Kuipers/Felix Heller/Christian Schöne               |
| Gudden               | Uwe Kröger/Alexander Kerbst/Robert G.Kühn/Jens Rainer Kalkmann/Marcos Padotzke                       |
| Kaiserin Elisabeth   | Misha Kovar/Kristin Backes/Sigrid Plundrich                                                          |
| Dürckheim            | Felix Heller/Christian Schöne/Marc Trojan                                                            |
| Schattenmann         | Kevin Tarte/Christian Schöne/Timo Pfeffer/Michael Thurner                                            |
| Sybille              | Andrea Jörg/Antonia Streitenberger/Nicole Ciroth/Isabella Dartmann                                   |
| Graf Holnstein       | Michael Schneider/Daniel Mladenov/Kevin Prinz/Michael Thurner/Robert G.Kühn/Philipp Sattelberger     |
| Erfinder             | Timo Pfeffer/Jens Rainer Kalkmann/Kevin Prinz/Robert Kühn/Philipp Sattelberger                       |
| Otto                 | Julian Wejwar/Daniel Hauser/Michael Thurner                                                          |
| Helferlein           | Michael Thurner/Daniel Hauser                                                                        |
| Lutz                 | Alexander Kerbst/Jörg Hilger/Florian Albers/Michael Thurner                                          |
| Rettenberg           | Christian Schöne/Michael Thurner/Robert Kühn                                                         |
| Kaspar               | William Cohn (Jens Rainer Kalkmann) (Kevin Prinz)                                                    |
| Marie                | Stefanie Kock/Antonia Streitenberger/Nicole Ciroth                                                   |
| Ludovika             | Stefanie Kock/Nicole Ciroth/Isabella Dartmann                                                        |
| Sophie               | Stefanie Gröning/Kristin Backes/Angelika Linder/Maria Meßner/Franziska Fink                          |
| König Max            | Jens Rainer Kalkmann/Robert Kühn/Michael Thurner                                                     |
| Lew Vanderpool       | Jens Rainer Kalkmann/Philipp Sattelberger/Robert Kühn/Lukas Gerber/Michael Thurner/Michael Schneider |
| Schwanentanz         | Stefanie Gröning/Angelika Linder/Sophie Böhmländer/Julia Böhmländer                                  |
| Vertikaltuch         | Vera Horn                                                                                            |
| Schwan               | Christian Lucke/Florian Kügle                                                                        |
| Musikalische Leitung | Florian Appel / Konstantinos Kalogeropoulos                                                          |

| Besetzung 2021       | Besetzung 2021                                                                                       |
| -------------------- | --- |
| Ludwig II.           | Matthias Stockinger/Jan Ammann/Oedo Kuipers/Christian Schöne/Milan van Waardenburg (Daniel Mladenov) |
| Gudden               | Uwe Kröger/Alexander Kerbst/Robert G.Kühn/Jens Rainer Kalkmann/Marcos Padotzke                       |
| Kaiserin Elisabeth   | Misha Kovar/Kristin Backes/Sigrid Plundrich                                                          |
| Dürckheim            | Marc Trojan/Daniel Mladenov                                                                          |
| Schattenmann         | Kevin Tarte/Timo Pfeffer                                                                             |
| Sybille              | Andrea Jörg/Antonia Streitenberger/Nicole Ciroth/Isabella Dartmann                                   |
| Graf Holnstein       | Michael Schneider/Daniel Mladenov/Kevin Prinz/Michael Thurner/Robert G.Kühn                          |
| Erfinder             | Timo Pfeffer/Jens Rainer Kalkmann/Kevin Prinz/Robert Kühn                                            |
| Otto                 | Julian Wejwar/Daniel Hauser/Michael Thurner/Marc Trojan                                              |
| Helferlein           | Michael Thurner/Daniel Hauser/Marc Trojan                                                            |
| Lutz                 | Alexander Kerbst/Jörg Hilger/Michael Thurner                                                         |
| Rettenberg           | Robert Kühn/Jörg Hilger                                                                              |
| Kaspar               | William Cohn (Jens Rainer Kalkmann) (Kevin Prinz)                                                    |
| Marie                | Antonia Streitenberger/Nicole Ciroth                                                                 |
| Ludovika             | Stefanie Kock/Nicole Ciroth/Isabella Dartmann/Antonia Streitenberger                                 |
| Sophie               | Stefanie Gröning/Angelika Linder/Maria Meßner                                                        |
| König Max            | Jens Rainer Kalkmann/Robert Kühn                                                                     |
| Lew Vanderpool       | Jens Rainer Kalkmann / Robert Kühn / Lukas Gerber / Michael Thurner / Michael Schneider              |
| Schwanentanz         | Stefanie Gröning/Angelika Linder/Sophie Böhmländer                                                   |
| Schwan               | Christian Lucke/Florian Kügle                                                                        |
| Musikalische Leitung | Florian Appel / Konstantinos Kalogeropoulos                                                          |